# Hitchin' Posts
Hitchin' Posts er en amerikansk stumfilm fra 1920 af John Ford.

## Medvirkende
- Frank Mayo som Jefferson Todd
- Beatrice Burnham som Barbara Brereton
- C.E. Anderson
- Matthew Biddulph som Major Grey
- Mark Fenton som Brereton
- Dagmar Godowsky som Octoroon
- Joe Harris som Louis Castiga
- Duke R. Lee som Lancy
- J. Farrell MacDonald som Joe Alabam